# Ilonokújfalu
Ilonokújfalu település Ukrajnában, a Beregszászi járásban.

## Fekvése
Nagyszőlőstől északra, Magyarkomját és Nagyszőlős közt, az Ilonok-pataka mellett fekvő település.

## Nevének eredete
Nevét a mellette elfolyó Ilonok-patakától vette. Az Ilonok szláv szó, magyar jelentése iszap, sár.

## Története
Első írásos említése 1598-ból származik, amikor ezt a területet teljesen beborították a szunnyadó erdők, bokrok és áthatolhatatlan bozótosok, amelyeket elkezdtek kiirtani.
1775-ben a faluban 512 fő lakott, 475 ruszin, illetve 15 cigány, 14 szlovák, 6 zsidó és 2 magyar élt a községben.
Ilonokújfalu a 20. század elején Ugocsa vármegye Tiszánnineni járásához tartozott.
Az 1910-es népszámláláskor 1443 lakosa volt, melyből 6 magyar, 212 német, 1225 rutén volt, ebből 1226 görögkatolikus, 213 izraelita volt.